# Origins: Fourteen Billion Years of Cosmic Evolution
Origins: Fourteen Billion Years Of Cosmic Evolution – título que podría traducirse como "Orígenes: catorce mil millones de años de evolución cósmica" – es un libro escrito por el astrofísico estadounidense, Neil deGrasse Tyson y por el escritor de astronomía Donald Goldsmith.
El libro ofrece información científica reciente sobre las investigaciones realizadas en torno a la formación y evolución del universo. Su temática abarca desde el Big Bang, la estructura del universo, la formación de cluster de galaxias, las estrellas y los planetas que giran en torno a estas. Además describe la formación del Sistema Solar y la vida en la Tierra,  terminando con las búsqueda de vida extraterrestre. 
En su lanzamiento el libro estuvo precedido por la miniserie "Origins" que formó parte de los documentales "Nova" del canal PBS emitidos en febrero de 2004.